# ファルマス (軽巡洋艦)
|          |                                                                              |
| 艦歴     |                                                                              |
| 発注     |                                                                              |
| 起工     | 1909年11月                                                                   |
| 進水     | 1910年9月20日                                                                |
| 就役     | 1911年9月                                                                    |
| 退役     |                                                                              |
| その後   | 1916年8月20日に戦没                                                          |
| 除籍     |                                                                              |
| 性能諸元 |                                                                              |
| 排水量   | 5,200トン                                                                    |
| 全長     | 453 ft                                                                       |
| 全幅     | 48.5 ft                                                                      |
| 吃水     | 15 ft                                                                        |
| 機関     | パーソンズ蒸気タービン、4軸推進、 ヤーロウ缶12基、22,000hp                   |
| 最大速   | 25ノット (46 km/h)                                                           |
| 乗員     | 433名                                                                        |
| 兵装     | 6インチ砲8門、 3インチ砲1門、 3ポンド砲4門、 機銃4基、 18インチ魚雷発射管2門 |

ファルマス (HMS Falmouth) は、イギリス海軍の軽巡洋艦。タウン級軽巡洋艦の一隻。艦名はコーンウォール州のファルマスに因む。その名を持つ艦としては9隻目。

## 艦歴
「ファルマス」は1909年11月にウィリアム・ビアードモア社で起工し、1910年9月20日に進水した。
第一次世界大戦が勃発したとき、「ファルマス」は大西洋中部で第5巡洋戦隊に所属し活動中であった。1914年8月に「ファルマス」はドイツ商船4隻を撃沈し、同月末にグランド・フリートの第1軽巡洋戦隊に配属される。8月28日にはヘルゴラント・バイト海戦に参加し、1915年1月24日にはドッガー・バンク海戦に参加した。
「ファルマス」は1916年5月31日、6月1日のユトランド沖海戦に参加した。
1916年8月19日午後、「ファルマス」はドイツ潜水艦「U66」の攻撃を受け2本の魚雷が命中した。ただ、自力航行は可能であった。その後も雷撃を受けたが命中せず、攻撃していた潜水艦は護衛の駆逐艦によって追い払われた。翌日正午、今度は潜水艦「U63」の雷撃を受け、発射された2本の魚雷が命中した。その8時間後「ファルマス」は沈没した。